# Quessigny
Quessigny is een plaats en voormalige gemeente in het Franse departement Eure (regio Normandië) en telt 88 inwoners (1999). De plaats maakt deel uit van het arrondissement Évreux. Quessigny is op 1 januari 2016 gefuseerd met de gemeente Garencières tot de gemeente La Baronnie. 

## Geografie
De oppervlakte van Quessigny bedraagt 4,4 km², de bevolkingsdichtheid is 20,0 inwoners per km².
De onderstaande kaart toont de ligging van Quessigny met de belangrijkste infrastructuur en aangrenzende gemeenten.

## Demografie
Onderstaande figuur toont het verloop van het inwonertal (bron: INSEE-tellingen).